# Jan de Bastaard van Nassau

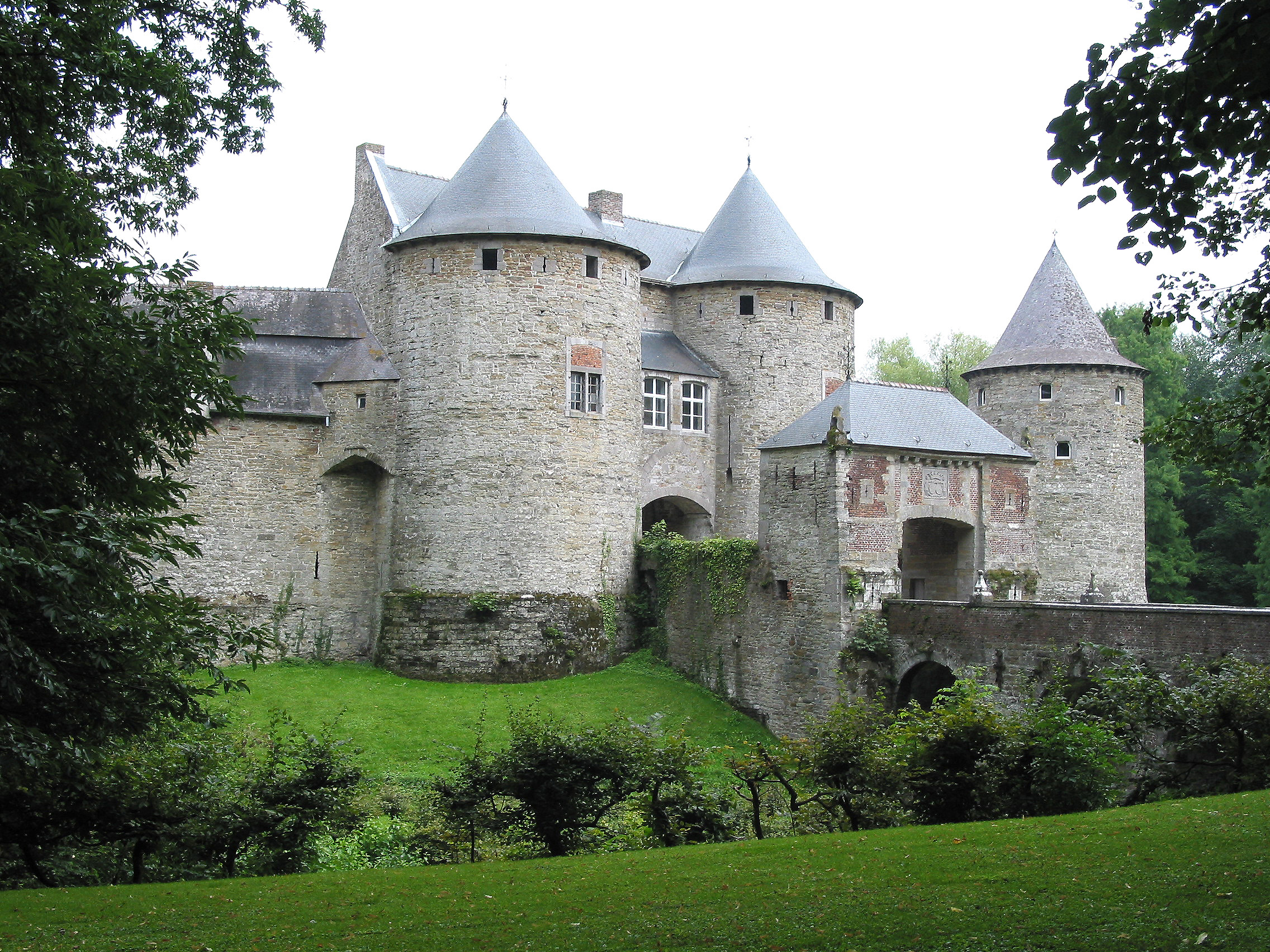
Kasteel Corroy

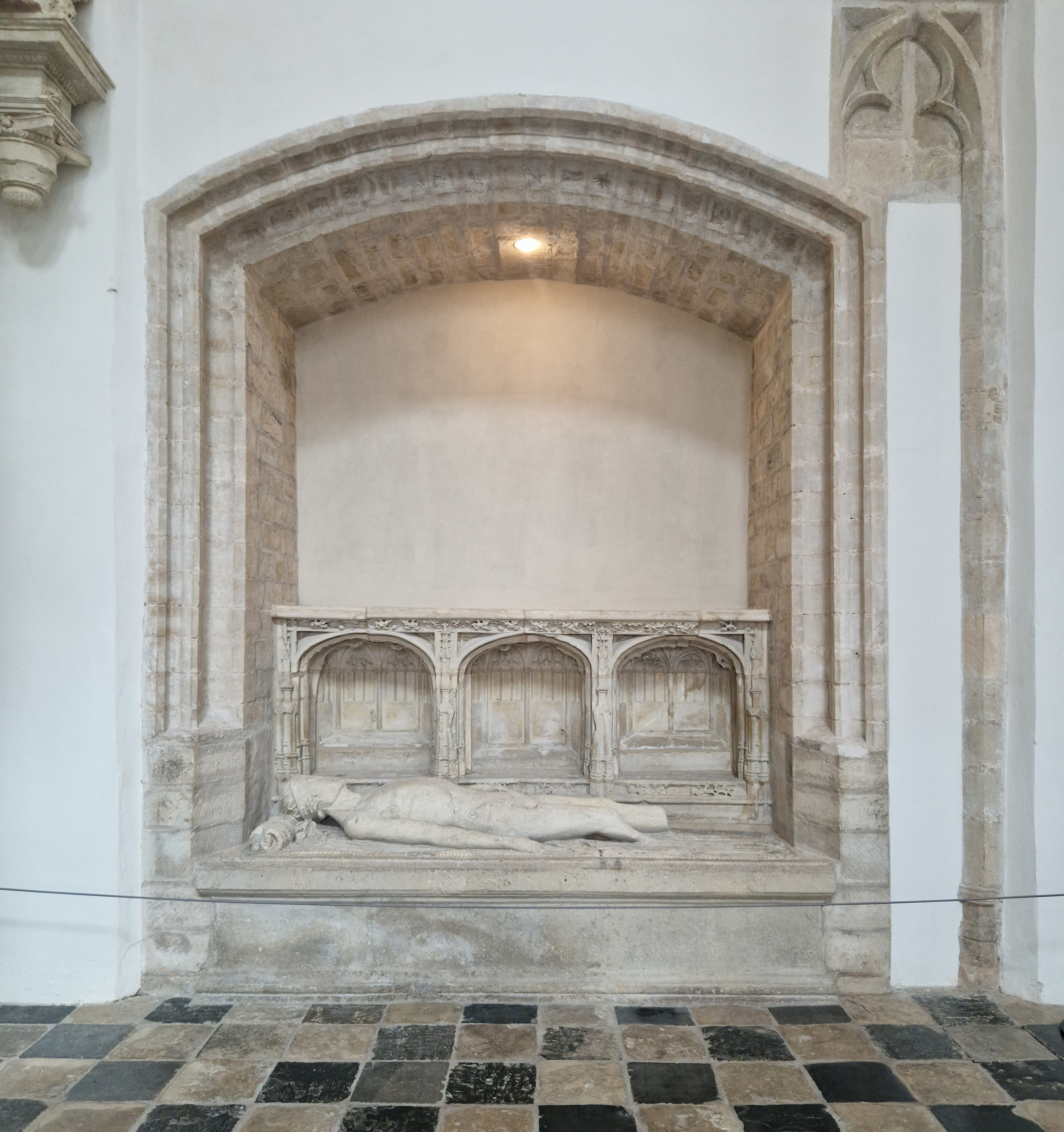
Grafmonument van Jan de Bastaard in de Grote Kerk van Breda

Jan de Bastaard van Nassau (ca. 1435 - 29 november 1505), was heer van Corroy en Frasne, kastelein van Heusden en rentmeester van Vianden.
Jan was een zoon uit de buitenechtelijke relatie van Jan IV van Nassau met Aleyd van Lommel (ca. 1420-ca. 1475). Hij huwde tweemaal en kreeg vier zoons en vijf dochters. Daarnaast had hij nog drie bastaarddochters. Van hem stamt de tak van Nassau-Detzem af. Hij was tevens de overgrootvader van Margaretha van Mechelen. 